# 148 Velorum
148 Velorum (M Velorum) é uma estrela na direção da Vela. Possui uma ascensão reta de 09h 36m 49.66s e uma declinação de −49° 21′ 18.5″. Sua magnitude aparente é igual a 4.34. Considerando sua distância de 107 anos-luz em relação à Terra, sua magnitude absoluta é igual a 1.75. Pertence à classe espectral A5V.